# Крвави водопад
Крвави водопад (енгл. Blood Falls) представља излив сланe воде обогаћене оксидом гвожђа(III), која тече из „језика” Тејлор глечера на површину леда којом је прекривено језеро Бони у долини Тејлор, у области Макмурдових сувих долина, у Викторијиној земљи, источни Антарктик.
Вода, изузетно слана и богата гвожђем, повремено истиче кроз мале пукотине у леденим каскадама. Извор ове слане воде је подледнички базен непознате величине, који се налази испод слоја леда дебелог око 400 метара, на неколико километара од малог отвора на Крвавом водопаду.
Откривен је 1911. године, када је аустралијски геолог Томас Грифит Тејлор први истраживао долину која данас носи његово име. Рани истраживачи Антарктика првобитно су претпоставили да је црвена боја последица присуства црвених алги, али је касније доказано да је узрок заправо оксид гвожђа.

## Геохемија
Слабо растворљиви гвожђе(III) оксид-хидроксид таложи се на површини леда након што се јони гвожђа (II), присутни у незамрзнутом сланом раствору, оксидују у контакту са атмосферским кисеоником. Растворљивији јони гвожђа (II) потичу из морске воде, која је остала заробљена у подледничком џепу, заосталом фјорду који је настао током миоценског периода, пре око 5 милиона година, када је ниво мора био виши него данас. Током напредовања глечера, овај фјорд је био изолован и затворен ледом.
За разлику од већине антарктичких глечера, Тејлор глечер није заледњен до стена под собом, вероватно због присуства соли које су се концентрисале кристализацијом морске воде заточене испод њега. Крио-концентрација соли догодила се у дубоким остацима морске воде када је, приликом хлађења и формирања чистог леда, овај лед истискивао растворене соли. Овај процес је последица размене топлоте између заробљене течне морске воде и масивног ледног тела глечера. Као резултат тога, заробљена морска вода концентрисала се у растворе (брине) чија је салинитет два до три пута већи од просечне салинитете океанске воде.
Други механизам који понекад објашњава стварање хиперсалиних раствора јесте испаравање воде из површинских језера изложених веома сувој поларној атмосфери у области Макмурдових сувих долина. Анализа стабилних изотопа воде омогућава, у принципу, разликовање између ова два процеса, све док не дође до мешања раствора различитог порекла.
Хиперсалини раствор, који је случајно узет кроз пукотину у леду, био је без кисеоника, богат сулфатима и јонима гвожђа (II). Сулфати представљају преостали геохемијски потпис морских услова, док се растворљиво двовалентно гвожђе ослободило у анаеробним условима из минерала подледничког стена, који су били подложни хемијском распадању под утицајем микробне активности.

## Микробиолошки екосистем
Хемијске и микробиолошке анализе указују на постојање ретког подледничког екосистема аутотрофних бактерија које метаболишу сулфате и јоне гвожђа (III). Према геомикробиолошкињи Џил Микуцки са Универзитета у Тенесију, узорци воде из Крвавог водопада садржали су најмање 17 различитих врста микроорганизама и готово без присуства кисеоника. Једно од могућих објашњења је да ови микроорганизми користе сулфате за дисање уз јоне гвожђа (III) и метаболишу трагове органске материје заробљене са њима. Овакав метаболички процес није био познат у природи пре ових истраживања.
Једно од загонетних запажања је истовремено присуство јона гвожђа (II) и сулфата у анаеробним условима. Сулфидни аниони нису пронађени у систему, што указује на сложену и још недовољно разумљиву интеракцију између биохемијских циклуса сумпора и гвожђа.
У децембру 2014. године, тим научника и инжењера на челу са Микуцки вратио се на Тајлеров глечер и користио сонду под називом IceMole, коју је развио немачки истраживачки тим, како би се спустили кроз лед и директно узели узорке слане воде (брине) која напаја Крвави водопад.
Анализе узорака откриле су хладну (−7 °C), гвожђем богату (3,4 mM) подледничку брину са концентрацијом натријум-хлорида од 8%. Из ових узорака, научници су изоловали и описали врсту бактерије способне да расте у сланој води (халофил), која успева на ниским температурама (психрофил) и која је хетеротроф, а која је сврстана у род Marinobacter. Биоинформатичка анализа ДНК указала је на присуство најмање четири генска кластера повезана са секундарним метаболизмом. Два генска кластера повезана су са продукцијом арила полиена, који делују као антиоксиданси и штите бактерије од реактивних облика кисеоника. Други кластер повезан је са биосинтезом терпена, највероватније за производњу пигмената.
Међу идентификованим бактеријама пронађени су и представници родова Thiomicrospira и Desulfocapsa.

## Импликације за хипотезу о Земљи као снежној лопти
Према студији Микуцки и сарадника (2009), сада недоступни подледнички базен био је запечаћен пре 1,5 до 2 милиона година и претворен у своју врсту „временске капсуле“, изоловане од спољашњег света. Ово је омогућило да древна микробиолошка популација еволуира независно од других сличних морских организама.
Откриће из Крвавог водопада пружа увид у то како су други микроорганизми могли преживети током периода када је, према хипотези о Земљи као снежној лопти (Snowball Earth hypothesis), читава Земљина површина била прекривен ледом. Ледени океани могли су да представљају једини резервоар и уточиште за микробиолошке екосистеме у време када су, током протерозојске ере (приближно пре 650 до 750 милиона година), глечери покривали и тропске ширине.

## Импликације за астробиологију
Ово необично место пружа научницима јединствену прилику да проучавају дубоке подснежне микробиолошке екосистеме у екстремним условима, без потребе за бушењем дубоких бушотина у поларном леду, чиме се умањује ризик од контаминације осетљивог и нетакнутог окружења.
Проучавање сурових екосистема на Земљи је од великог значаја за разумевање услова на које се живот може прилагодити, као и за процену могућности постојања живота на другим местима у Сунчевом систему, као што су Марс или Европа, ледена месечина Јупитера. Научници из НАСА астробиолошког института спекулишу да таква небеска тела могу да садрже подснежне течне водене системе који би могли да пруже повољне услове за опстанак елементарних облика живота. Такви екосистеми би били боље заштићени у дубини, скривени од ултраљубичастог и космичког зрачења, него што би били на површини.